# Pseudopoda huberti
Pseudopoda huberti là một loài nhện trong họ Sparassidae.
Loài này thuộc chi Pseudopoda. Pseudopoda huberti được Peter Jäger miêu tả năm 2001.